# 科爾日夫卡 (涅米羅夫區)
48°52′20″N 28°58′52″E / 48.87222°N 28.98111°E
科爾日夫卡（烏克蘭語：Коржівка），是烏克蘭西南部的村莊，隸屬文尼察州的文尼察區。該村始建於1947年，面積1.56平方公里，海拔高度214米，2001年人口253，人口密度每平方公里162.39人。